# 遠藤修
遠藤 修（えんどう おさむ、1949年12月1日 - ）は、日本の実業家。三井住友銀行取締役副頭取や、SMBCフレンド証券代表取締役社長、三井生命保険代表取締役会長を歴任した。

## 人物・経歴
1972年九州大学法学部卒業、三井銀行入行。1992年さくら銀行赤坂見附支店長。1993年審査第三部副部長。1997年東京駅前支店長。1999年審査第二部長。2000年執行役員日本橋営業部長に昇格。2001年三井住友銀行執行役員名古屋営業本部長。2002年執行役員東京第三法人営業本部長。2003年常務執行役員本店第二営業本部長。2006年取締役専務執行役員兼三井住友フィナンシャルグループ取締役。2007年取締役副頭取執行役員兼三井住友フィナンシャルグループ取締役。2009年SMBCフレンド証券代表取締役社長。2010年SMBCフレンド証券代表取締役社長兼最高執行役員。2013年から経営再建中の三井生命保険で代表取締役会長を務め経営改革にあたった。2016年三井生命保険特別顧問に退いた。